# Agrostis reinwardtii
Agrostis reinwardtii är en gräsart som beskrevs av Friedrich Anton Wilhelm Miquel. Agrostis reinwardtii ingår i släktet ven, och familjen gräs. Inga underarter finns listade i Catalogue of Life.